# Ferrari 296 GT3
La Ferrari 296 GT3 è la versione da competizione appartenente alla categoria GT3 della Ferrari 296 GTB, che sostituisce a partire dal 2023 le Ferrari 488 GT3 e le Ferrari 488 GTE nelle gare per vetture GT.

## Storia e sviluppo
Presentata alla 24 Ore di Spa 2022, gara valida per il GT World Challenge Europe, l'esordio è avvenuto nel gennaio del 2023 alla 24 Ore di Daytona. I primi test sono avvenuti sulla pista di Fiorano. La vettura con un livrea mimetica rosso-nera è stata portata in pista da Alessandro Pier Guidi e Andrea Bertolini. In seguito vengono svolti altri test, prima al Mugello e poi a Portimão con i piloti Davide Rigon e Daniel Serra.

## Caratteristiche
La Ferrari 296 GT3 è una vettura da competizione che soddisfa il regolamento tecnico GT3, idonea per molte competizioni automobilistiche come quelle organizzate da Automobile Club de l'Ouest (ACO), International Motor Sports Association (IMSA) e dal Gruppo SRO Motorsports (SRO).
La 296 GT3, che è stata interamente progettata a Maranello da un team guidato da Ferdinando Cannizzo,. La vettura viene assemblata dal team Oreca, il quale fornisce anche l'assistenza ai team clienti.
A differenza della 488 GTE, la 296 GT3 monta un Motore V6 da 3 litri, il Ferrari F163CE, che eroga circa 600 CV derivato dalla controparte stradale, mentre la 488 montava un V8 da 3.9 litri da 525 CV; inoltre la 296 GT3 a differenza delle 296 GTB stradali, non è dotata del sistema ibrido plug-in, per soddisfare le normative di omologazione della FIA.

## Attività agonistica

### 2023: L'esordio
La 296 GT3 esordisce nella 24 Ore di Daytona 2023, la prima vittoria della nuova macchina arriva al Nürburg, gara valida per la Nürburgring Langstrecken-Serie (NLS) in classe Pro Am con il team Racing One. Il team Frikadelli Racing porta la 296 a vincere la 24 Ore del Nürburgring, prima vittoria del marchio italiano. La vettura fa il suo esordio nel Campionato Italiano Gran Turismo con il team Easy Race nelle prove sprint di Imola con la coppia formata da Thomas Biagi e Riccardo Ponzio.

### 2024: Le prime soddisfazioni
La stagione successiva parte col botto, grazie alla vittoria alla 24 Ore di Daytona 2024 portata a casa dal team italo-statunitense Risi Competizione, con il supporto ufficiale da parte della casa madre. Lo stesso anno viene annunciata la nuova classe del Campionato del mondo endurance FIA, la LMGT3, pensata per sostituire le costose GTE con delle vetture di classe GT3, più semplici ed economiche. Due 296 GT3 sono state infatti schierate da AF Corse, con il supporto dello sponsor Vista Jet portato dai piloti amatoriali degli equipaggi. La stagione non inizia nel migliore dei modi, con le vetture italiane mai veramente in lizza per la vittoria. La stagione però termina con due acuti, portando a Maranello le vittorie alla 6 Ore del Fuji 2024 e alla 8 Ore del Bahrain, conquistate dalla #54 e dalla #55. Durante l'anno poi arrivano quattro successi nell'European Le Mans Series 2024, grazie a Formula Racing (gestito sempre da AF Corse) e a Kessell Racing, sfiorando il titolo all'ultimo appuntamento del campionato a Portimão, perso all'ultima curva. Il primo titolo della 296 arriva a fine anno, in occasione della 6 ore di Jeddah, valida per il GT World Challenge Europe 2024, portato a casa da Alessandro Pier Guidi e Alessio Rovera dopo aver dimostrato un'ottima costanza lungo la stagione del campionato euro-mondiale. 
Con la vittoria nella prima tappa del campionato Asian Le Mans Series della Ferrari #57 di Car Guy a Sepang, la 296 GT3 raggiunge la vittoria n° 100 (24 vittorie assolute, 76 vittorie di categoria) della sua storia.

### 2025: l'ultimo anno prima della Evo
L'ultimo anno prima dell'introduzione della versione Evo, come annunciato da Coletta in occasione delle Finali Mondiali Ferrari Ferrari 2024 all'Autodromo Enzo e Dino Ferrari di Imola, la 296 GT3 si presenta a Daytona con ben sette esemplari nella GTD, e uno nella GTD Pro. DragonSpeed si presenta in Florida da ufficiale Ferrari: infatti, sulla #81 salgono Miguel Molina (pilota automobilistico), Neubauer, Davide Rigon e Costa, molto esperto. Nelle qualifiche, tuttavia, non vanno oltre al 12mo posto di classe. Situazione non troppo diversa nelle GTD: la prima Ferrari è la #70 di Inception Racing, solo all'ottavo posto, seguita dalla #34 di Conquest Racing. La gara purtroppo non è andata diversamente, con le Ferrari in pista pesantemente penalizzate dal BoP, rendendo impossibile per le vetture italiane lottare sul dritto. Una settimana dopo era tempo della 12 Ore di Bathurst, classica gara australiana che da il via alla stagione dell'Intercontinental GT Challenge. Ferrari presenta un impegno ufficiale per gara e campionato, con gli ufficiali Serra e Rovera rispettivamente nella #26 della classe Pro e nella #36 della Pro Am. La Ferrari 296 GT3 di Arise Racing GT resta in lotta per tutte le 12 ore di gara, fino alla fine, quando Chaz Mostert, componente dell'equipaggio Pro, dopo aver effettuato il sorpasso sulla BMW di WRT, è costretto alla sosta a causa del carburante non sufficiente. Concluderà la gara al quarto posto, con la #36 che vincerà la classe PAM.  
La stagione motoristica vera e propria scatterà ad Aprile, con l'European Le Mans Series che assieme alla Michelin Le Mans Cup e al British GT daranno il via al 2025. Nell'IMSA arriva la seconda vittoria per la vettura #81, grazie ad Altoè e Costa. DragonSpeed si impone su tutti grazie ad un'ottima strategia, vincendo al Canadian Tyre Motorsport Park. Nel GT World Challenge Kessel Racing dà il via ad una scia impressionante di vittorie nella Bronze Cup, culminata con l'imposizione giunta alla 24 Ore di Spa. Le ufficiali di Maranello in Belgio non sono veloci come 12 mesi prima, concludendo la gara con un podio per la #51 di Rovera-Abril-Pier Guidi, dopo aver perso un giro nelle prime fasi di gara a causa di un guasto ai freni. Nella Sprint Cup arriva solo un successo fino ad ora, in gara uno a Brands Hatch, sempre grazie al duo Rovera-Abril. Nell'ELMS l'ufficiale Wadoux porta alla vittoria AF Corse al Paul Ricard, mentre alla 24 Ore del Nurburgring si infrange il sogno di un podio nelle ultime ore di gara. Nel WEC arriva la terza vittoria per la 296 LMGT3 grazie al trio Rovera-Mann-Heriau, in occasione della 6 Ore di Spa, terminata con un doppio podio per le vetture di Maranello nella LMGT3. A Le Mans lo stesso trio sfiora la vittoria, giungendo secondo. Nel GT World Challenge Australia Arise Racing GT continua a vincere e collezionare podi, proponendosi come vincitori anche del titolo 2025.   

## Palmarès

### Trofei maggiori
- 1  24 Ore del Nürburgring (2023)
- 1  24 Ore di Daytona classe GTD Pro (2024)
- 1  GT World Challenge Europe Endurance Piloti (2024)
- 1  GT World Challenge Europe Endurance Team (2024)

### Altri
- 1  24 Ore di Spa classe Bronze (2025)
- 1  Petit Le Mans classe GTD (2024)
- 1  6 Ore di Spa classe LMGT3 (2025)
- 1  6 Ore del Fuji classe LMGT3 (2024)
- 1  8 Ore del Bahrain classe LMGT3 (2024)
- 1  GT World Challenge Europe Endurance classe Bronze (2024)
- 1  Michelin Le Mans Cup classe GT3 (2024)
- 1  GT World Challenge Asia classe AM (2024)
- 2  GT Open classe Pro Am (2023, 2024)
- 1  Campionato Italiano Gran Turismo Endurance (2024)
- 1  GT World Challenge Australia (2024)
- 1  24 Ore del Nurburgring classe Pro Am (2023)
- 1  12 Ore di Bathurst classe Pro Am (2025)

### Gare vinte per campionato
- 6  vittorie nel DTM
- 1  vittoria nel GT World Challenge Europe Endurance
- 3  vittorie nell'IMSA Sportscar Championship classe GTD Pro
- 2  vittorie al Nurburgring-Nordschleife
- 2  vittorie nel GT World Challenge Europe Sprint
- 1  vittoria nel Super GT classe GT300
- 2  vittorie nell'IMSA Sportscar Championship classe GTD
- 3  vittorie nel FIA World Endurance Championship classe LMGT3
- 5  vittorie nell'European Le Mans Series classe LMGT3
- 1  vittoria nell'Asian Le Mans Series classe LMGT3
- 6  vittorie nel GT World Challenge Australia
- 4  vittorie nel GT Open

### Principali vittorie per anno
- 2023

24 Ore del Nürburgring (Frikadelli Racing, Earl Bamber, Nicky Catsburg, Felipe-Fernandez Laser, David Pittard)
3 Ore di Barcellona GTWC Europe Endurance Cup (AF Corse - Francorchamps Motors, Nicklas Nielsen, Alessio Rovera, Robert Shwartzman)
Lausitzring Gara 1 DTM (Emil Frey Racing, Jack Aitken)
4 Ore di qualificazione Nurburgring (Frikadelli Racing, Earl Bamber, Nicky Catsburg, Felipe-Fernandez Laser)
24 Ore del Nürburgring classe Pro Am (WTM by Rinaldi Racing, Indy Dontje, Daniel Keilwitz, Jochen Krumbac, Leonard Weiss)
- 2024

24 Ore di Daytona IMSA classe GTD Pro (Risi Competizione, James Calado, Alessandro Pier Guidi, Davide Rigon, Daniel Serra)
Road America IMSA classe GTD Pro (Conquest Racing, Giacomo Altoè, Daniel Serra)
Oschersleben Gara 1 DTM (Emil Frey Racing, Jack Aitken)
Zandvoort Gara 1 DTM (Emil Frey Racing, Jack Aitken)
Sachsenring Gara 1 DTM (Emil Frey Racing, Jack Aitken)
Hockenheim Gara 2 GTWC Europe Sprint Cup (Emil Frey Racing, Ben Green, Konsta Lappalainen)
6 Ore del Fuji FIA WEC classe LMGT3 (Vista AF Corse, Francesco Castellacci, Thomas Flohr, Davide Rigon)
8 Ore del Bahrain FIA WEC classe LMGT3 (Vista AF Corse, Francois Heriau, Simon Mann, Alessio Rovera)
Petit Le Mans IMSA classe GTD (Conquest Racing, Albert Costa, Manny Franco, Cèdric Sbirrazzuoli)
4 Ore di Barcellona ELMS classe LMGT3 (Formula Racing, Conrad Laursen, Johnny Laursen, Nicklas Nielsen)
4 Ore di Le Castellet ELMS classe LMGT3 (Spirit of Race, Duncan Cameron, Matt Griffin, David Perel)
4 Ore di Spa ELMS classe LMGT3 (Kessel Racing, Takeshi Kimura, Esteban Masson, Daniel Serra)
4 Ore del Mugello ELMS classe LMGT3 (Kessel Racing, Takeshi Kimura, Esteban Masson, Daniel Serra)
4 Ore di Sepang ALMS classe LMGT3 (Kessel Racing, Yudai Uchida, Esteban Masson, Daniel Serra)
3 Ore del Paul Ricard GTWC Europe Endurance Cup classe Bronze (Kessel Racing, David Fumanelli, Nicolò Rosi, Niccolò Schirò)
- 2025

Mosport Park IMSA classe GTD Pro (DragonSpeed, Albert Costa, Giacomo Altoè)
Lausitzring Gara 2 DTM (Emil Frey Racing, Jack Aitken)
Nurburgring Gara 1 DTM (Emil Frey Racing, Jack Aitken)
Brands Hatch Gara 1 GTWC Europe Sprint Cup (AF Corse - Francorchamps Motors, Vincent Abril, Alessio Rovera)
Fuji GT Gara 3 Ore Super GT classe GT300 (Velorex, Yoshiaki Katayama, Roberto Merhi)
Road America IMSA classe GTD (Triarsi Competizione, Kenton Koch, Onofrio Triarsi)
6 Ore di Spa FIA WEC classe LMGT3 (Vista AF Corse, Francois Heriau, Simon Mann, Alessio Rovera)
24 Ore di Spa GTWC Europe Endurance Cup classe Bronze (Kessel Racing, Dustin Blattner, Conrad Laursen, Dennis Marschall, Zacharie Robichon)
1000Km del Paul Ricard GTWC Europe Endurance Cup classe Bronze (Kessel Racing, Dustin Blattner, Conrad Laursen, Dennis Marschall)
4 Ore di Le Castellet ELMS classe LMGT3 (AF Corse, Custodio Toledo, Lilou Wadoux, Riccardo Agostini)
12 Ore di Bathurst classe Pro Am (Arise Racing GT, Jaxon Evans, Alessio Rovera, Brad Schumacher, Elliot Schutte)